# Standaard Duits
Standaard Duits (Duits: Standardhochdeutsch, Standarddeutsch, Hochdeutsch, en in Zwitserland Schriftdeutsch) is een gestandaardiseerde wijze van de Duitse taal, zoals deze in formele teksten wordt gebruikt, alsmede voor communicatie tussen de verschillende Duitse dialectgebieden. 
In 2004 kwam door samenwerking tussen de autoriteiten van 6 landen, waar Duits gesproken wordt, waaronder Duitsland, Zwitserland, de Duitstalige gemeenschap in België en Oostenrijk, een overkoepelend orgaan tot stand, de Rat für deutsche Rechtschreibung (Raad voor Duitse Spelling). Deze stelt in belangrijke mate de algemene spellingsregels voor het gehele Duitse taalgebied vast. De raad houdt kantoor te Mannheim, en de meeste van haar vergaderingen worden ook in die stad gehouden.

## Geschiedenis

### Bijbelvertalingen
Toen Maarten Luther in de zestiende eeuw de bijbelvertaling in het Duits maakte, legde hij de basis voor het Standaard Duits. In die tijd werden er in Duitsland nog verschillende dialecten gesproken, en zijn bijbelvertaling bracht de sprekers van deze dialecten bijeen.
In het Klooster van Loccum vond in 1966 een belangrijke bijeenkomst van rooms-katholieke en lutherse theologen en taalgeleerden plaats. Deze stelde richtlijnen op voor de spelling in de Duitse taal van in de Bijbel voorkomende persoons- en plaatsnamen, teneinde een voor beide grote kerkgenootschappen gelijkluidende spelling hiervan te bewerkstelligen. Deze Loccumer Richtlinien werden in 1981 in enigszins gewijzigde vorm uitgegeven als het  Ökumenische Verzeichnis der biblischen Eigennamen nach den Loccumer Richtlinien (ÖVBE). Omdat deze versie van de Bijbelse namen vooral op wetenschappelijke grondslagen tot stand is gekomen, wijkt ze hier en daar af van het ingeburgerde Duitse spraakgebruik. Wel gelden deze richtlijnen als wetenschappelijk gezaghebbend. In de jaren na 2015 is er toenemende kritiek op deze spelling ontstaan, zowel vanuit protestantse als rooms-katholieke hoek. Maar anno 2022 is deze versie nog algemeen geldig binnen beide grote kerkgenootschappen en bij vele niet-kerkelijke taalkundigen.

### Andere bronnen van een gestandaardiseerd Duits
In de 18e eeuw leverde Johann Christoph Gottsched in zijn geschriften belangrijke bijdragen tot een standaard-Duitse spelling, met name in het Koninkrijk Pruisen. Dit Kanselarijduits van het machtigste en wetenschappelijk meest ontwikkelde van de Duitstalige landen verdrong het Nederduits en ook de dialecten van Beieren en Oostenrijk in snel tempo uit school, krant en literatuur.
In de 19e eeuw schreef Theodor Siebs uit Bremen het boek Deutsche Bühnenaussprache (1898). Door het veelvuldig toepassen van dit boek, dat oorspronkelijk voor het spreken van correct Duits in de toneelwereld was bedoeld, ontstond een gesproken Standaard-Duits, wel Bühnendeutsch genaamd. 
Vanaf plm. 1890 tot 1995, toen de eerste Duitse spellingshervorming sinds vele decennia werd doorgevoerd, waren de Duden-woordenboeken de ook officiële richtlijnen voor de juiste spelling en de correcte grammatica van het Duits.
Zie ook: Duitse spellingwijziging van 1996.

## Verschillen tussen de diverse landen binnen het Duitse taalgebied, die bleven bestaan
Een complicatie voor een éénheidstaal is, dat het Duits officiële taal in (delen van) verschillende onafhankelijke staten is. Het is een pluricentrische taal. Daardoor zijn er, evenals in het Nederlands van België en van Nederland, verschillende benamingen voor officiële instanties en voor na plm. 1800  in één specifiek land ontstane verschijnselen ontstaan. Er zijn daardoor kleine verschillen ontstaan, en gehandhaafd gebleken, tussen het geschreven Duits van Duitsland en dat van bijvoorbeeld Oostenrijk. Vooral het officiële Hochdeutsch van Zwitserland (Zwitsers Hoogduits) wijkt nogal af van dat in Duitsland. 
Ook het Oostenrijks-Duits vertoont enige afwijkingen met het Duitsland-Duits, met name in de woordenschat, o.a. Jänner voor Januar, januari. Een Akt is in Duitsland een naaktschilderij, maar in Oostenrijk een ambtelijk dossier.
Het Duitse Duits is ook in internationaal verband leidend gebleven en is ook het Duits, dat buiten het Duitse taalgebied als vreemde taal wordt onderwezen.

## Weblink
- www.rechtschreibrat.com Officiële website van de Rat für deutsche Rechtschreibung